# 贝桑松圣灵堂
圣灵堂（Temple du Saint-Esprit）是法国的一座更正教教堂，位于勃艮第-弗朗什-孔泰大区杜省省会贝桑松市中心。
该建筑建于13世纪，原为圣神医院（hôpital du Saint-Esprit），用于接待病人和需要帮助的人，直到1792年法国大革命期间关闭。1842年该堂由当地更正教教会收购。更正教当地的历史开始于1530年代。1575年，胡格诺派和天主教徒之间发生了一场大战，前者战败，作为异教徒遭到屠杀和驱逐。两百年中，任何形式的更正教都受到严厉镇压，新教徒被迫流亡或皈依。这种情况一直持续到法国大革命，法国大革命结束了宗教迫害，允许更正教回到这座城市。虽然仍然被边缘化（直到第二次世界大战结束），但是获得了一座正式的教堂，不再限制在私人住宅内秘密聚会。今天，路德宗在该市约有2000至2500人，其他教派（五旬节派-门诺派、福音派、浸信会、基督复临安息日会、独立/自由派、摩门教和耶和华见证会）约有几百人。
其建筑和装饰融合了最初的哥特式与19世纪的罗马复兴式建筑]风格，融合了建筑和这是一个古老而活跃的宗教少数群体的存在。由于建筑精美，1932年列为法国历史遗迹，开放供礼拜和参观。与贝桑松犹太会堂一样，该堂也象征着宗教少数派团体在该市古老而活跃的存在。